# Filmová cena MTV za nejlepší film
Filmové ceny MTV se každoročně udělují v kategorii nejlepší film. Tučně jsou označeni vítězové jednotlivých ročníků.  

## Vítězové a nominovaní

### 1992–1999
| Rok  | Nominace                          | Režisér                    |
| ---- | --------------------------------- | -------------------------- |
| 1992 | Terminátor 2: Den zúčtování       | James Cameron              |
| 1992 | Oheň                              | Ron Howard                 |
| 1992 | Chlapci ze sousedství             | John Singleton             |
| 1992 | JFK                               | Oliver Stone               |
| 1992 | Robin Hood: Král zbrojníků        | Kevin Reynolds             |
| 1993 | Pár správných chlapů              | Rob Reiner                 |
| 1993 | Aladin                            | John Musker a Ron Clements |
| 1993 | Základní instinkt                 | Paul Verhoeven             |
| 1993 | Osobní strážce                    | Mick Jackson               |
| 1993 | Malcolm X                         | Spike Lee                  |
| 1994 | Hrozba společnosti                | Allen a Albert Hughes      |
| 1994 | Uprchlík                          | Andrew Davis               |
| 1994 | Jurský park                       | Steven Spielberg           |
| 1994 | Philadelphia                      | Jonathan Demme             |
| 1994 | Schindlerův seznam                | Steven Spielberg           |
| 1995 | Pulp Fiction: Historky z podsvětí | Quentin Tarantino          |
| 1995 | Vrána                             | Alex Proyas                |
| 1995 | Forrest Gump                      | Robert Zemeckis            |
| 1995 | Interview s upírem                | Neil Jordan                |
| 1995 | Nebezpečná rychlost               | Jan de Bont                |
| 1996 | Sedm                              | David Fincher              |
| 1996 | Apollo 13                         | Ron Howard                 |
| 1996 | Statečné srdce                    | Mel Gibson                 |
| 1996 | Praštěná holka                    | Amy Heckerling             |
| 1996 | Nebezpečné myšlenky               | John N. Smith              |
| 1997 | Vřískot                           | Wes Craven                 |
| 1997 | Den nezávislosti                  | Roland Emmerich            |
| 1997 | Jerry Maguire                     | Cameron Crowe              |
| 1997 | Skála                             | Michael Bay                |
| 1997 | Romeo a Julie                     | Baz Luhrmann               |
| 1998 | Titanic                           | James Cameron              |
| 1998 | Austin Powers: Špionátor          | Jay Roach                  |
| 1998 | Tváří v tvář                      | John Woo                   |
| 1998 | Dobrý Will Hunting                | Gus Van Sant               |
| 1998 | Muži v černém                     | Barry Sonnenfeld           |
| 1999 | Něco na té Mary je                | Bratři Farrelly            |
| 1999 | Armageddon                        | Michael Bay                |
| 1999 | Zachraňte vojína Ryana            | Steven Spielberg           |
| 1999 | Zamilovaný Shakespeare            | John Madden                |
| 1999 | Truman Show                       | Peter Weir                 |

### 2000–2009
| Rok  | Nominace                                | Režisér                         |
| ---- | --------------------------------------- | ------------------------------- |
| 2000 | Matrix                                  | Wachowští                       |
| 2000 | Americká krása                          | Sam Mendes                      |
| 2000 | Prci, prci, prcičky                     | Chris a Paul Weitz              |
| 2000 | Austin Powers: Špion, který mě vojel    | Jay Roach                       |
| 2000 | Šestý smysl                             | M. Night Shyamalan              |
| 2001 | Gladiátor                               | Ridley Scott                    |
| 2001 | Tygr a drak                             | Ang Lee                         |
| 2001 | Erin Brockovich                         | Steven Soderbergh               |
| 2001 | Hannibal                                | Ridley Scott                    |
| 2001 | X-Men                                   | Bryan Singer                    |
| 2002 | Pán prstenů: Společenstvo prstenu       | Peter Jackson                   |
| 2002 | Černý jestřáb sestřelen                 | Ridley Scott                    |
| 2002 | Rychle a zběsile                        | Rob Cohen                       |
| 2002 | Pravá blondýnka                         | Robert Luketic                  |
| 2002 | Shrek                                   | Andrew Adamson a Vicky Jenson   |
| 2003 | Pán prstenů: Dvě věže                   | Peter Jackson                   |
| 2003 | 8. míle                                 | Curtis Hanson                   |
| 2003 | Holičství                               | Tim Story                       |
| 2003 | Kruh                                    | Gore Verbinski                  |
| 2003 | Spider-Man                              | Sam Raimi                       |
| 2004 | Pán prstenů: Návrat krále               | Peter Jackson                   |
| 2004 | 50× a stále poprvé                      | Peter Segal                     |
| 2004 | Hledá se Nemo                           | Andrew Stanton                  |
| 2004 | Piráti z Karibiku: Prokletí Černé perly | Gore Verbinski                  |
| 2004 | X-Men 2                                 | Bryan Singer                    |
| 2005 | Napoleon Dynamit                        | Jared Hess                      |
| 2005 | Úžasňákovi                              | Brad Bird                       |
| 2005 | Kill Bill 2                             | Quentin Tarantino               |
| 2005 | Ray                                     | Taylor Hackford                 |
| 2005 | Spider-Man 2                            | Sam Raimi                       |
| 2006 | Nesvatbovi                              | David Dobkin                    |
| 2006 | 40 let panic                            | Judd Apatow                     |
| 2006 | Batman začíná                           | Christopher Nolan               |
| 2006 | King Kong                               | Peter Jackson                   |
| 2006 | Sin City – město hříchu                 | Robert Rodriguez a Frank Miller |
| 2007 | Piráti z Karibiku: Truhla mrtvého muže  | Gore Verbinski                  |
| 2007 | 300: Bitva u Thermopyl                  | Zack Snyder                     |
| 2007 | Ledové ostří                            | Josh Gordon a Will Speck        |
| 2007 | Borat: Nakoukání do americké kultůry... | Larry Charles                   |
| 2007 | Malá Miss Sunshine                      | Jonathan Dayton a Valerie Faris |
| 2008 | Transformers                            | Michael Bay                     |
| 2008 | Já, legenda                             | Francis Lawrence                |
| 2008 | Juno                                    | Jason Reitman                   |
| 2008 | Lovci pokladů 2: Kniha tajemství        | Jon Turteltaub                  |
| 2008 | Piráti z Karibiku: Na konci světa       | Gore Verbinski                  |
| 2008 | Superbad                                | Greg Mottola                    |
| 2009 | Twiligh sága: Stmívání                  | Catherine Hardwicke             |
| 2009 | Temný rytíř                             | Christopher Nolan               |
| 2009 | Muzikál ze střední 3: Maturitní ročník  | Kenny Ortega                    |
| 2009 | Iron Man                                | Jon Favreau                     |
| 2009 | Milionář z chatrče                      | Danny Boyle                     |

### 2010–2019
| Rok                               | Nominace                               | Režisér                                        |
| --------------------------------- | -------------------------------------- | ---------------------------------------------- |
| 2010                              | Twilight sága: Nový měsíc              | Chris Weitz                                    |
| 2010                              | Alenka v říši divů                     | Tim Burton                                     |
| 2010                              | Avatar                                 | James Cameron                                  |
| 2010                              | Pařba ve Vegas                         | Todd Phillips                                  |
| 2010                              | Harry Potter a Princ dvojí krve        | David Yates                                    |
| 2011                              | Twilight sága: Zatmění                 | David Slade                                    |
| 2011                              | Černá labuť                            | Darren Aronofsky                               |
| 2011                              | Harry Potter a Relikvie smrti – část 1 | David Yates                                    |
| 2011                              | Počátek                                | Christopher Nolan                              |
| 2011                              | The Social Network                     | David Fincher                                  |
| 2012                              | Twilight sága: Rozbřesk – 1. část      | Bill Condon                                    |
| 2012                              | Ženy sobě                              | Paul Feig                                      |
| 2012                              | Harry Potter a Relikvie smrti – část 2 | David Yates                                    |
| 2012                              | Černobílý svět                         | Tate Taylor                                    |
| 2012                              | Hunger Games                           | Gary Ross                                      |
| 2013                              | Avengers                               | Joss Whedon                                    |
| 2013                              | Temný rytíř povstal                    | Christopher Nolan                              |
| 2013                              | Nespoutaný Django                      | Quentin Tarantino                              |
| 2013                              | Terapie láskou                         | David O. Russell                               |
| 2013                              | Méďa                                   | Seth MacFarlane                                |
| 2014                              | Hunger Games: Vražedná pomsta          | Francis Lawrence                               |
| 2014                              | 12 let v řetězech                      | Steve McQueen                                  |
| 2014                              | Špinavý trik                           | David O. Russell                               |
| 2014                              | Hobit: Šmakova dračí poušť             | Peter Jackson                                  |
| 2014                              | Vlk z Wall Street                      | Martin Scorsese                                |
| 2015                              |                                        |                                                |
| Hvězdy nám nepřály                | Josh Boone                             |                                                |
| Americký sniper                   | Clint Eastwood                         |                                                |
| Chlapectví                        | Richard Linklater                      |                                                |
| Zmizelá                           | David Fincher                          |                                                |
| Strážci Galaxie                   | James Gunn                             |                                                |
| Hunger Games: Síla vzdoru 1. část | Francis Lawrence                       |                                                |
| Selma                             | Ava DuVernay                           |                                                |
| Whiplash                          | Damien Chazelle                        |                                                |
| 2016                              |                                        |                                                |
| Star Wars: Síla se probouzí       | JJ Abrams                              |                                                |
| Avengers: Age of Ultron           | Joss Whedon                            |                                                |
| Creed                             | Ryan Coogler                           |                                                |
| Deadpool                          | Tim Miller                             |                                                |
| Jurský svět                       | Colin Trevorrow                        |                                                |
| Straight Outta Compton            | F. Gary Gray                           |                                                |
| 2017                              |                                        |                                                |
| Kráska a zvíře                    | Bill Condon                            |                                                |
| Hořkých sedmnáct                  | Kelly Fremon Craig                     |                                                |
| Uteč                              | Jordan Peele                           |                                                |
| Logan: Wolverine                  | James Mangold                          |                                                |
| Rogue One: Star Wars Story        | Gareth Edwards                         |                                                |
| 2018                              |                                        |                                                |
| Černý panter                      | Ryan Coogler                           |                                                |
| Avengers: Infinity War            | Anthony a Joe Russo                    |                                                |
| Girls Trip                        | Malcolm D. Lee                         |                                                |
| To                                | Andy Muschietti                        |                                                |
| Wonder Woman                      | Patty Jenkins                          |                                                |
| 2019                              | Avengers: Endgame                      | Anthony a Joe Russo                            |
| 2019                              | BlacKkKlansman                         | Spike Lee                                      |
| 2019                              | Spider-Man: Paralelní světy            | Bob Persichetti, Peter Ramsey a Rodney Rothman |
| 2019                              | To All the Boys I've Loved Before      | Susan Johnson                                  |
| 2019                              | Us                                     | Jordan Peele                                   |